# NOS Alive
NOS Alive (anteriormente denominado como Optimus Alive) é um festival de música anual realizado no Passeio Maritimo de Algés, no município de Oeiras, em Portugal. É organizado pela promotora de eventos Everything Is New e patrocinado pela NOS. Teve a sua primeira edição em 2007, tendo a sua realização sido interrompido apenas em 2020 e 2021, devido à pandemia de COVID-19.
É um festival consolidado e encontra-se entre os mais reconhecidos do país, juntamente com o Super Bock Super Rock, o Rock in Rio Lisboa, entre outros. Com a edição de 2008, conseguiu atingir notoriedade no panorama internacional.

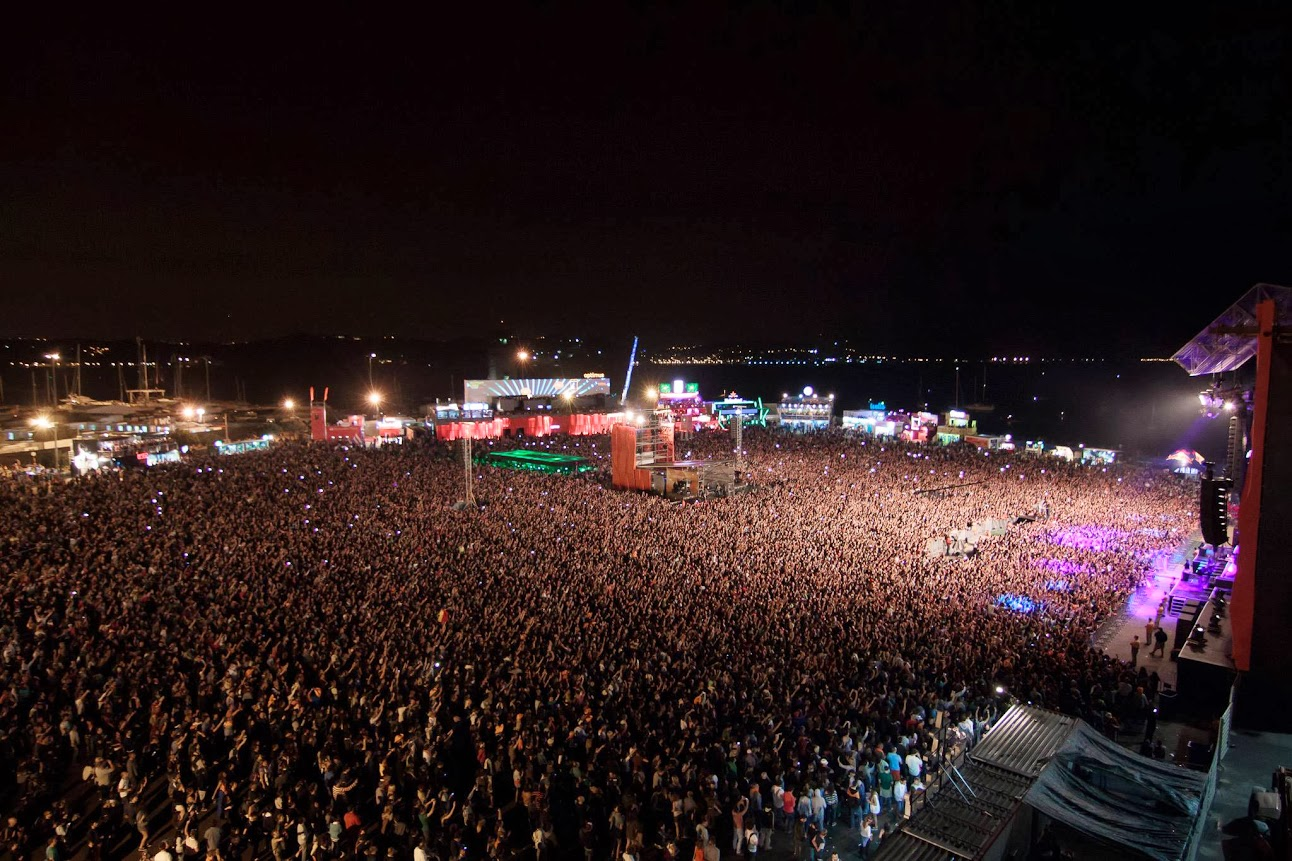
Palco principal de 2013

## Edições

### Oeiras Alive! 07[6]
A primeira edição do, então, Oeiras Alive!, realizada entre 8 e 10 de junho de 2007, em Algés, Oeiras, teve como principais atrações os regressos dos Pearl Jam, Linkin Park e Smashing Pumpkins (com o seu primeiro concerto em Portugal desde 2000), bem como as estreias em solo luso de The Used, White Stripes e Beastie Boys.
| Palco Optimus                                    |                                                                         |                                                                    |
| 8 de junho                                       | 9 de junho                                                              | 10 de junho                                                        |
| Pearl Jam Linkin Park Blasted Mechanism The Used | The Smashing Pumpkins The White Stripes Balla Triângulo de Amor Bizarro | Beastie Boys Da Weasel Donavon Frankenreiter Matisyahu Sam The Kid |

| Palco Sagres Mini                                                     |                                                                                | |
| 8 de junho                                                            | 9 de junho                                                                     | 10 de junho |
| Shantel e Bucovina Club Orkestar The Sounds The Rakes Unkle Bob Oioai | Dezperados The Go! Team The Dead 60's Capitão Fantasma Plastica Dapunk Sportif | Buraka Som Sistema The (International) Noise Conspiracy WrayGunn The Vicious Five Nigga Poison Tora Tora Big Band |

### Optimus Alive! 08[8]
A segunda edição do Optimus Alive realizou-se novamente em Algés, Oeiras, entre 10 e 12 de julho de 2008. Esta edição teve um considerável impacto internacional. A Uncut destacou-o por conseguir reunir reunir no mesmo cartaz Bob Dylan e Neil Young, e foi também um de doze festivais europeus recomendados pelo NME, juntamente com Roskilde, Benicasim ou Primavera Sound Festival, devido à sua programação musical, preço e atrações turístas nas proximidades do recinto.
Aproximadamente 100 mil pessoas acorreram ao certame durante os 3 dias, tendo o dia 10 sido o mais concorrido, com 40 mil pessoas. Do total, cerca de 5 mil foram estrangeiros, com destaques para a afluência de espanhóis, ingleses, australianos e neozelandeses.
Os artistas que actuaram durante o festival foram:
| Palco Optimus                                                                                     | | |
| 10 de julho                                                                                       | 11 de julho                                                                                                   | 12 de julho                                                                                              |
| Gogol Bordello (dia 8)                                                                            | | |
| Rage Against the Machine The Hives Gogol Bordello The National Spiritualized Galactic Kalashnikov | Bob Dylan Within Temptation Buraka Som Sistema John Butler Trio Kumpania Algazarra Nouvelle Vague (cancelado) | Ben Harper & The Innocent Criminals Neil Young Donavon Frankenreiter Xavier Rudd Bradiggan (Of Dispatch) |

| Metro On Stage | | |
| 10 de julho | 11 de julho                                                                                               | 12 de julho                                                                                              |
| Boys Noize (DJ set) Tiga (DJ Set) Hercules & Love Affair Peaches (DJ set) MGMT Vampire Weekend Sons Of Albion Banda Soundtribes Cansei de Ser Sexy (cancelado) | SebAstian DJ Mehdi Busy P Uffie DJ Feadz Krazy Baldhead MR Flash Vicarious Bliss Banda Cornetto Auditions | MSTRKRFT (DJ set) Brodinski (DJ set) The Gossip Róisín Murphy Midnight Juggernauts The Juan Maclean Sizo |

### Optimus Alive! 09[13]
A terceira edição do Optimus Alive realizou-se entre 9 e 11 de julho de 2009. Embora em finais de janeiro tenha sido colocado em dúvida, o festival voltou a ocorrer no Passeio Marítimo de Algés, em Oeiras, como nas edições anteriores. Durante uma conferência de imprensa realizada pela promotora e patrocinadora principal, a Everything is New e a Optimus respectivamente, foram revelados os primeiros artistas a marcar presença oficial no cartaz, Metallica e Dave Matthews Band. Foi igualmente confirmada a existência de um palco secundário, tal como na edição de 2008, designado nesta edição de "Palco Super Bock". Em junho, foi confirmado um terceiro palco, denominado "Palco Optimus Discos", que seria composto por bandas que aderiram à iniciativa com o mesmo nome, que consistiu em lançar na Internet, de forma gratuita e legal, EP exclusivos de artistas portugueses.
Tal como a edição anterior, em 2009 o Optimus Alive! voltou a ser destacado pela imprensa estrangeira. A revista britânica NME incluiu-o numa lista dos 12 melhores festivais europeus realizados fora do Reino Unido, juntamente com Benicassim, Rock Werchter, Pukkelpop ou Roskilde, entre outros. Algumas das razões dadas para a nomeação foram o bom tempo, o preço reduzido e o cartaz, sendo que o concerto dos Metallica recebe uma menção honrosa.
O cartaz do festival foi o seguinte:
| Palco Optimus                                             |                                                                                        |                                                              |
| 9 de julho                                                | 10 de julho                                                                            | 11 de julho                                                  |
| Metallica Slipknot Machine Head Lamb of God Mastodon Ramp | The Prodigy Placebo Blasted Mechanism The Kooks Eagles of Death Metal Os Pontos Negros | Dave Matthews Band Black Eyed Peas Chris Cornell Ayo Boss AC |

| Palco Super Bock                                                                                   | | |
| 9 de julho                                                                                         | 10 de julho | 11 de julho                                                                                           |
| Erol Alkan Crystal Castles Klaxons TV on the Radio Air Traffic Delphic Silversun Pickups Os Golpes | Zombie Nation The Ting Tings Fischerspooner Does It Offend You, Yeah? Hadouken! Late of the Pier John Is Gone The Gaslight Anthem | Deadmau5 Ghostland Observatory Lykke Li autoKratz Trouble Andrew Los Campesinos! A Silent Film X-Wife |

| Palco Optimus Discos                                                             |                                                       |                                                                              |
| 9 de Julho                                                                       | 10 de Julho                                           | 11 de Julho                                                                  |
| Mr Mitsuhirato Nuno Lopes The Vicious Five Tiguana Bibles The Bombazines Mazgani | Zig Zag Warriors Coldfinger DJ Ride Bezegol Youthless | DJ Kitten Sofia M Linda Martini Madame Godard The Pragmatic Olive Tree Dance |

### Optimus Alive! 10[21]
A quarta edição do Optimus Alive realizou-se entre 8 de julho e 10 de julho de 2010. O festival voltou a ocorrer no Passeio Marítimo de Algés, em Oeiras, como nas edições anteriores.
| Palco Optimus                                                |                                                             |                                                                 |
| 8 de julho                                                   | 9 de julho                                                  | 10 de julho                                                     |
| Faith No More Kasabian Alice in Chains Moonspell Biffy Clyro | Deftones Skunk Anansie Manic Street Preachers Mão Morta Jet | LCD Soundsystem Pearl Jam Gogol Bordello Dropkick Murphys Gomez |

| Palco Super Bock                                                                                                | | |
| 8 de julho | 9 de julho | 10 de julho                                                                                               |
| Burns Calvin Harris (live act) La Roux The XX Florence and the Machine Devendra Banhart The Drums Local Natives | Steve Aoki The Bloody Beetroots Death Crew 77 Booka Shade The Gossip New Young Pony Club The Maccabees Holy Ghost! Hurts | Boys Noize Crookers Simian Mobile Disco Peaches The Big Pink Miike Snow Sean Riley & The Slowriders Girls |

| Palco Optimus Clubbing                                                                                            | | |
| 8 de julho | 9 de julho | 10 de julho |
| Proxy! Tiga Boy 8-Bit Matias Aguayo Band Aeroplane Villa Nah Jori Hulkkonen Shit Robot Youthless Thomas Von Party | Laidback Luke Benga Buraka Som Sistema (DJ set) Sinden Octa Push Zombies for Money PAUS Macacos do Chinês (DJ set) Enchufada DJs | Homens da Luta The Bellrays Phoebe Killdeer Micro Audio Waves The Legendary Tigerman + convidadas Cibelle Becky Lee & Drunkfoot Noiserv Banda vencedora Live Act Enday |

### Optimus Alive '11[22]
A quinta edição do Optimus Alive contou com mais um dia, para além dos habituais três, e realizou-se entre os dias 6 e 9 de julho de 2011. O festival voltou a acontecer no Passeio Marítimo de Algés e repetiu um dos feitos já conseguidos na edição anterior, ter um dia esgotado, meses antes do início do festival.
O cartaz foi o seguinte:
| Palco Optimus                                   |                                                                                        | |                                                                         |
| 6 de julho                                      | 7 de julho                                                                             | 8 de julho | 9 de julho                                                              |
| Coldplay Blondie Grouplove The Twilight Singers | Foo Fighters Iggy and The Stooges Xutos e Pontapés My Chemical Romance Jimmy Eat World | The Chemical Brothers 30 Seconds to Mars You Me at Six (cancelado) The Pretty Reckless (cancelado) Klepht(cancelado) | Duck Sauce Jane's Addiction Paramore Kaiser Chiefs White Lies Lululemon |

| Palco Super Bock                                                                                     | | | |
| 6 de julho                                                                                           | 7 de julho | 8 de julho                                                                                              | 9 de julho |
| Example Patrick Wolf These New Puritans Anna Calvi James Blake Mona Avi Buffalo The Naked and Famous | The Bloody Beetroots Teratron Kele Os Golpes Primal Scream Bombay Bicycle Club Seasick Steve Everything Everything Crocodiles | Digitalism Slimmy Thievery Corporation Grinderman Fleet Foxes Angus & Julia Stone Friendly Fires Massay | A-Trak FakeBlood Orelha Negra Dizzee Rascal (cancelado) - substituido por Diabo na Cruz TV on the Radio Foals Linda Martini Wu Lyf Stereopack |

| Palco Optimus Clubbing | | | |
| 6 de Julho Amor Fúria aos Vivos | 7 de julho Enchufada Apresenta | 8 de julho Dim Mak Arena | 9 de julho Boys Noize Records                                                                                              |
| Ad's Salto Feromona Os Velhos Smix Smox Smux Capitães da Areia Manuel Fúria e os Naufragos Asterisco Cardinal Bomba Caveira O Deserto Branco O Verão Azul | Diplo Buraka Som Sistema (DJ/MC) Joker feat. Nomad Carte Blanche Goose Wildlife! Spoek Mathambo Diamond Bass Da Chick The Yardangs | Steve Aoki Afrojack Uffie Sidney Samson Atari Teenage Riot Congorock Rob Roy AutoErotique Motor Mustard Pimp Tai Scanners New Ivory | Housemeister Boys Noize Erol Alkan Spank Rock Mr. Oizo (cancelado) Djedjotronic Gold Panda Feadz Strip Steve Shadow Dancer |

### Optimus Alive '12[24]
A sexta edição do Optimus Alive teve lugar em Algés nos dias 13, 14 e 15 de julho. O preço dos bilhetes para esta edição foi superior ao das edições anteriores, tendo sido possível adquirir um bilhete diário por 53€ e um passe para todos os dias por 105€.
| Palco Optimus                                                | |                                  |
| 13 de julho                                                  | 14 de julho | 15 de julho                      |
| The Stone Roses Justice Snow Patrol Lostprophets Danko Jones | The Cure Florence + The Machine(cancelado), substituido por Morcheeba Noah And The Whale Mumford and Sons We Trust | Radiohead Caribou The Kooks PAUS |

| Palco Heineken                                                                                                  | |                                                                                             |
| 13 de julho | 14 de julho                                                                                              | 15 de julho                                                                                 |
| Death in Vegas Zola Jesus Buraka Som Sistema Santigold LMFAO Miúda Dum Dum Girls The Parkinsons Royal Blasphemy | Blasted Mechanism Sebastian Katy B Tricky Awolnation The Antlers Here We Go Magic Big Deal Lisa Hannigan | Metronomy The Kills SBTRKT Mazzy Star The Maccabees Warpaint Miles Kane Eli "Paperboy" Reed |

| Palco Optimus Clubbing                                                                             |                                                                                                   |                                                                                 |
| 13 de julho                                                                                        | 14 de julho                                                                                       | 15 de julho                                                                     |
| Brodinski PlanningToRock Miss Kittin Busy P Gesaffelstein Club Cheval Logo Aeroplane Rory Phillips | James Murphy & Pat Mahoney Art Department VisionQuest Guy Berger Shonky & Dan Ghenacia Ninja Kore | Seth Troxler Moullinex + Xinobi Carbon Airways B Fachada Márcia Best Youth Laia |

### Optimus Alive '13[25]
A sétima edição do Optimus Alive teve lugar em Algés nos dias 12, 13 e 14 de julho. O preço dos bilhetes para esta edição foi igual ao da edição anterior, tendo sido possível adquirir um bilhete diário por 53€ e um passe para todos os dias por 105€.
| Palco Optimus                                                       |                                                     |                                                           |
| 12 de julho                                                         | 13 de julho                                         | 14 de julho                                               |
| Steve Aoki Green Day Two Door Cinema Club Biffy Clyro Stereophonics | 2MANYDJS Depeche Mode Editors Jurassic 5 Oquestrada | Kings Of Leon Phoenix Tame Impala Jake Bugg Linda Martini |

| Palco Heineken |                                                                                 |                                                                            |
| 12 de julho | 13 de julho                                                                     | 14 de julho                                                                |
| Vampire Weekend Crystal Fighters Death From Above 1979 Dead Combo Deap Vally Japandroids Edward Sharpe & The Magnetic Zeros Marky Ramone's Blitzkreig | Crystal Castles Icona Pop The Legendary Tigerman Capitão Fausto Rhye Wild Belle | Alt-J Of Monsters And Men Django Django Band of Horses The Bloody Betroots |

| Palco Optimus Clubbing                                 |                                                                  |                                                                                     |
| 12 de julho                                            | 13 de julho                                                      | 14 de julho                                                                         |
| Disclosure Jessie Ware Gold Panda AlunaGeorge Redlight | Dezperados Matias Aguayo Alejandro Paz Metro Area Flume Yen Sung | Alex Metric Brodinski vs Gesaffelstein White Haus Daniel Avery Blaya Zé Pedro Moura |

### Optimus/NOS Alive '14[26]
A oitava edição do Optimus/NOS Alive teve lugar no Passeio Marítimo de Algés, nos dias 10, 11 e 12 de julho de 2014. Os preços dos bilhetes não sofreram alterações, com o bilhete diário a custar 53€ e o passe para os três dias 105€.
Uma das novidades desta edição foi o Jardim Caixa, por onde passaram diversos humoristas portugueses.
| Palco NOS                                                        |                                                                                 |                                                                                        |
| 10 de julho                                                      | 11 de julho                                                                     | 12 de julho                                                                            |
| Arctic Monkeys Interpol Imagine Dragons The Lumineers Ben Howard | Buraka Som Sistema The Black Keys MGMT The Last Internationale The Vicious Five | The Libertines Foster The People Bastille The Black Mamba You Can't Win, Charlie Brown |

| Palco Heineken                                                                               | | |
| 10 de julho                                                                                  | 11 de julho                                                                                             | 12 de julho |
| Booka Shade Parov Stelar Band Kelis Elbow Tiago Bettencourt The 1975 Temples Noiserv Jacarés | Caribou SBTRKT Au Revoir Simone We Trust Sam Smith Parquet Courts For Pete Sake Russian Red Allen Stone | Nicolas Jaar Chet Faker Daughter PAUS Unknown Mortal Orchestra The War on Drugs Cass McCombs Tom Mash The 7Riots |

| NOS Clubbing                                                  | |                                                                                             |
| 10 de julho                                                   | 11 de julho                                                                                         | 12 de julho                                                                                 |
| Jamie xx Daphni Pearson Sound Pantha Du Prince Midland Tasker | Branko Boys Noize Gunrose Diplo Dillon Francis Toddla T D'Alva com Gospel Collective Kuroma Matilha | A-Trak Nina Kraviz Jungle Phantogram Cherub SOHN Drenge Caelum's Edge Gin Party Soundsystem |

| Jardim Caixa                                                                                |                                                                                         | |
| 10 de julho                                                                                 | 11 de julho                                                                             | 12 de julho |
| Aldo Lima Salvador Martinha Luís Franco-Bastos Manuel Marques Rui Cruz Luísa Barbosa (host) | César Mourão Eduardo Madeira Los Madraços Tânia Barbosa Zé Beirão Catarina Matos (host) | Nilton Luis Filipe Borges António Raminhos Hugo Sousa João Carlos Cunha - O Humorista Guilherme Fonseca (host) |

### NOS Alive'15[27]
O festival teve lugar nos dias 9, 10 e 11 de julho.
| Palco NOS                                                            |                                                                 |                                                    |
| 9 de julho                                                           | 10 de julho                                                     | 11 de julho                                        |
| Muse alt-J Ben Harper & The Innocent Criminals James Bay The Wombats | The Prodigy Mumford & Sons Sheppard Marmozets Blasted Mechanism | Disclosure Chet Faker Sam Smith Counting Crows HMB |

| Palco Heineken                                                                            | | |
| 9 de julho                                                                                | 10 de julho | 11 de julho |
| Flume Django Django Cavaliers of Fun Metronomy Capitão Fausto Young Fathers Señores Galgo | Róisín Murphy James Blake Future Islands The Ting Tings Bleachers Kodaline Cold Specks Bear's Den Daniel Kemish | Chromeo Flight Facilities Azealia Banks The Jesus and Mary Chain Mogwai Dead Combo Sleaford Mods Soldier’s Heart That Rebellion |

| NOS Clubbing                                                    |                                                                             | |
| 9 de julho                                                      | 10 de julho                                                                 | 11 de julho |
| Julio Bashmore X-Wife Tiga Breach Benji B Eclair Fifi Cityspark | Magazino Moullinex Batida DJ Kamala Capicua DJ Kamala Skip&Die Dianna Sousa | Miss Kittin Erol Alkan Louisahhh!!! SUPER DISCOUNT 3 DJEDJOTRONIC Riton (DJ Set) Alex Metric B2B Aeroplane Feadz John Ascia |

| Raw Coreto by G-Star Raw                                                           |                                                          |                                                    |
| 9 de julho                                                                         | 10 de julho                                              | 11 de julho                                        |
| Nice Weather For Ducks DJ Zé Pedro Basset Hounds Light Gun Fire Les Crazy Coconuts | DJ Fernando Alvim Tape Junk Los Waves Prana Naked Affair | DJ Pedro Ramos Raury Tracy Vandal Cave Story Pista |

| Jardim Caixa - Palco Comédia                                                                              | | |
| 9 de julho                                                                                                | 10 de julho                                                                                              | 11 de julho |
| The Boy With Tape On His Face Manuel João Vieira Diogo Faro Bumerangue Pedro Durão Rita Camarneiro (Host) | Herman José Francisco Menezes Jean Carreira Hugo Rosa Rui Xará Jorge Picoto Rita de la Rochezoire (Host) | Rui Unas feat. DJ Van Breda Rui Sinel de Cordes Carlos Moura Paulo Almeida Irmãos Machado Inês Aires Pereira (Host) |

| NOS Entrance                                            |                                                             |                                                            |
| 9 de julho                                              | 10 de julho                                                 | 11 de julho                                                |
| Kerafix & Vultaire Lodo DJ Goodrhythm Onica DJMI Casuar | Dré Guimarães Anomalia Sound Trap Layover Franklin Andycode | Metrica Los Bradas DJ Magillian Galgo DJ Hugh Lyricalminds |

### NOS Alive'16[29]
Em 2016, o NOS Alive celebrou a sua 10ª edição de 7 a 9 de julho no Passeio Marítimo de Algés.
| Palco NOS                                                                                         |                                           |                                                   |
| 7 de julho                                                                                        | 8 de julho                                | 9 de julho                                        |
| The Chemical Brothers Pixies Robert Plant and the Sensational Space Shifters Biffy Clyro The 1975 | Radiohead Tame Impala Foals Years & Years | Arcade Fire M83 Band of Horses Vetusta Morla Agir |

| Palco Heineken        |                                             |                    |
| 7 de julho            | 8 de julho                                  | 9 de julho         |
| Wolf Alice John Grant | Hot Chip Father John Misty Courtney Barnett | José González PAUS |

### NOS Alive'17
O ano de 2017 marcou a 11.ª edição do NOS Alive, tendo-se realizado uma vez mais no Passeio Marítimo de Algés, entre nos dias 6, 7 e 8 de julho, com o seguinte cartaz:
| Palco NOS                                                    |                                                                   |                                                       |
| 6 de julho                                                   | 7 de julho                                                        | 8 de julho                                            |
| The Weeknd The xx Phoenix Alt-J You Can't Win, Charlie Brown | Foo Fighters The Kills The Cult The Courteeners Tiago Bettencourt | Depeche Mode Imagine Dragons Kodaline The Black Mamba |

| Palco Heineken                                                                                | |                                                                                    |
| 6 de julho                                                                                    | 7 de julho                                                                                           | 8 de julho                                                                         |
| Glass Animals Bonobo (live) Parov Stelar Royal Blood Ryan Adams Blossoms Rhye Gelpi Veintiuno | Floating Points (solo live) The Avalanches Local Natives Wild Beasts Warpaint Savages LOT Eden Lewis | Peaches Cage The Elephant Fleet Foxes Spoon Benjamin Booker Plastic People Monstro |

| Palco EDP Fado Café                         |                                  |                                |
| 6 de julho                                  | 7 de julho                       | 8 de julho                     |
| Blues' N' Swing Miguel Araújo Mário Pacheco | Blues' N' Swing Carminho Janeiro | Blues' N' Swing Tasca do Chico |

| Palco Comédia                                                                   |                                                                    |                                                                                       |
| 6 de julho                                                                      | 7 de julho                                                         | 8 de julho                                                                            |
| Daniel Sloss Aldo Lima Guilherme Geirinhas Falta de Chá Francisco Salema Garção | Nilton Filomena Cautela Manos Duarte Manuel Cardoso Carlos Pereira | Salvador Martinha Hugo Sousa Carlos Coutinho Vilhena Guilherme Fonseca David Cristina |

| Palco Coreto by Arruada                      |                                                   |                                                             |
| 6 de julho                                   | 7 de julho                                        | 8 de julho                                                  |
| Riot Kking Kong Dotorado Pro Izem Rastronaut | Mai Kino Golden Slumbers Lince Fábia Maia Calcutá | Scúru Fitchádu Benjamim Filho da Mãe Filipe Sambado Duquesa |

| Palco NOS Clubbing                                                                         |                                                                                             |                                                                                               |
| 6 de julho                                                                                 | 7 de julho                                                                                  | 8 de julho                                                                                    |
| Carlos Cardoso Batida Antonio Bastos Jessy Lanza Karlon Niles Mavis Wack Rita & O Revólver | Bandido$ Ramos VS Mr. Mitsuhirato Bispo Modernos Pega Monstro Pista Cave Story Killimanjaro | Trikk Switchdance 10Cotexas Mike El Nite Marvel Lima Mr. Herbert Quain Gpu Panic Ghost Wavves |

### NOS Alive'18
| Palco NOS                                                            | |                                                                                   |
| 12 de julho                                                          | 13 de julho                                                                                           | 14 de julho                                                                       |
| Arctic Monkeys Nine Inch Nails Snow Patrol Miguel Araújo Bryan Ferry | Queens of the Stone Age The National Two Door Cinema Club The Kooks Black Rebel Motorcycle Club Kaleo | Pearl Jam Jack White Franz Ferdinand MGMT Alice in Chains The Last Internationale |

| Palco Sagres                                                                      | | |
| 12 de julho                                                                       | 13 de julho                                                                                        | 14 de julho                                                                                          |
| Khalid Friendly Fires Wolf Alice Sampha Jain Blasted Mechanism Juana Molina Vermú | Future Islands Chvrches Portugal. The Man Rag'n'Bone Man Yo La Tengo Eels Japandroids Sound Bullet | At the Drive-In Perfume Genius Real Estate Mallu Magalhães Marmozets Clap Your Hands Say Yeah Churky |

| Palco NOS Clubbing                                                                           | |                                                                       |
| 12 de julho                                                                                  | 13 de julho | 14 de julho                                                           |
| Sophie Orelha Negra Paus + Holly Hood Papillon D'Alva Shaka Lion Bibiana Petek Quarto Quarto | DJ Lag Branko Sango Rastronaut + Akacorleone Kokoko! Populous Na Surra (Pedro e Progressivu) XXIII (Torres e Noia) | Xinobi The Gift Monarchy Throes + The Shine Lao Ra Bateu Matou Morgan |

| Palco Comédia |                                                                  |                                                                                |
| 12 de julho | 13 de julho                                                      | 14 de julho                                                                    |
| Rui Sinel de Cordes Guilherme Duarte Guilherme Geirinhas + Manuel Cardoso (Colóquio de Bethipsters) Rui Xará Joel Ricardo Santos | Kalashnikov Simon Day Rui Cruz Bruno Henriques Miguel Lambertini | Cebola Mol Pedro Teixeira da Mota Diogo Batáguas Ana Garcia Martins João Pinto |

| Palco EDP Fado Café                                |                                               |                                                          |
| 12 de julho                                        | 13 de julho                                   | 14 de julho                                              |
| You Should Be Dancing António Zambujo Pedro Seabra | You Should Be Dancing Buba Teresinha Landeiro | You Should Be Dancing Jorge Palma Marta Pereira da Costa |

| Palco NOS Entrance         |                                 |                                     |
| 12 de julho                | 13 de julho                     | 14 de julho                         |
| A-Gold Os Compotas Safarah | Catxibi Trio Cadmira +1 Road 31 | Bunny O'Williams Jimdungo P'laguita |

| Palco Coreto by Arruada                                                                                      |                                                                          |                                                                         |
| 12 de julho                                                                                                  | 13 de julho                                                              | 14 de julho                                                             |
| Here'sx Johnny x Dj Glue Sp Deville x Dead End Fumaxa x Here's Johnny Dead End x Fumaxa Dj Glue x Sp Deville | Surma Minta & The Brook Trout Beatriz Pessoa Secret Show Isabela Nóbrega | 800 Gondomar Lotus Fever Cachupa Psicadélica Mighty Sands Primeira Dama |

### NOS Alive'19[32]
| Palco NOS                                            |                                                                                                 |                                                                                        |
| 11 de julho                                          | 12 de julho                                                                                     | 13 de julho                                                                            |
| The Cure Mogwai Ornatos Violeta Weezer Linda Martini | Gossip Vampire Weekend Greta Van Fleet Primal Scream Perry Farrells’ Kind Heaven Orchestra Izal | The Chemical Brothers The Smashing Pumpkins Bon Iver Tom Walker Vetusta Morla The Gift |

| Palco Sagres |              |             |
| 11 de julho  | 12 de julho  | 13 de julho |
|              | Tash Sultana |             |

### NOS Alive '20 (cancelado)
A edição de 2020 do NOS Alive estava agendada para ocorrer entre os dias 8 e 11 de julho de 2020. A 19 de maio de 2020, o festival foi cancelado devido à decisão do Governo de Portugal de proibir todos os eventos de grande escala no país até dia 30 de setembro do mesmo ano, devido à pandemia de COVID-19.
O cartaz planeado para a edição daquele ano era o seguinte: 
| Palco NOS                  |                                                                                               |                                                                                           |                                                            |
| 8 de julho                 | 9 de julho                                                                                    | 10 de julho                                                                               | 11 de julho                                                |
| Kendrick Lamar Jorja Smith | Taylor Swift (cancelado a 17 de abril de 2020) Alt-J Khalid The Lumineers Nothing but Thieves | Billie Eilish Faith No More Cage the Elephant Anderson .Paak & The Free Nationals Finneas | The Strokes Da Weasel Two Door Cinema Club Haim Manel Cruz |

| Palco Sagres                                    |                                                                 |                                                                                    |                                                 |
| 8 de julho                                      | 9 de julho                                                      | 10 de julho                                                                        | 11 de julho                                     |
| Black Pumas Fontaines D.C. Charli XCX Easy Life | Parov Stelar Seasick Steve Inhaler Glass Animals London Grammar | Angel Olsen Caribou Hobo Johnson e The Lovemakers Tom Misch Sea Girls Moses Sumney | Parcels Wolf Parade Alec Benjamin Petit Biscuit |

### NOS Alive '21 (cancelado)
Depois do cancelamento da edição de 2020, o NOS Alive '21 foi agendado para os dias 7, 8, 9 e 10 de julho de 2021, sendo os bilhetes anteriores válidos para as novas datas ou reembolsados a pedido do portador. Em início de maio de 2021, o diretor da Everything is New, Álvaro Covões, expressou dúvidas quanto à realização do festival, devido à pandemia COVID-19. A edição de 2021 acabou por ser cancelada no dia 20 de maio, com os bilhetes adquiridos para as edições de 2020 e 2021 a permaneceram válidos para o NOS Alive '22.
À data de cancelamento, o cartaz previsto era o seguinte:
| Palco NOS  |                                                                                 |            |                                                            |
| 7 de julho | 8 de julho                                                                      | 9 de julho | 10 de julho                                                |
|            | alt-J Nothing but Thieves The War on Drugs The Lumineers Red Hot Chilli Peppers |            | Da Weasel Two Door Cinema Club Manel Cruz The Strokes Haim |

| Palco Sagres               |               |                                                                            |                                       |
| 7 de julho                 | 8 de julho    | 9 de julho                                                                 | 10 de julho                           |
| Black Pumas Fontaines D.C. | Seasick Steve | Angel Olsen Hobo Johnson e The Lovemakers Tom Misch Sea Girls Moses Sumney | Caribou Parcels Alec Benjamin La Roux |

### NOS Alive '22
A 20 de maio de 2021, juntamente com o anúncio do cancelamento da edição de 2021 do festival, foram anunciadas as datas do NOS Alive '22: 6, 7, 8 e 9 de julho de 2022.